# James Fox (mécanicien)
Pour les articles homonymes, voir James Fox et Fox.
James Fox (1789-1859) est un mécanicien anglais, constructeur de machines-outils.
Il met au point ses principales inventions entre 1814 et 1847.
Les constructeurs anglais qui s’efforcent d’assurer la solidité de leur appareillage, transfèrent l’habilité de l’ouvrier à la machine. Avec Henry Maudslay, Richard Roberts et Lucien Sharpe, James Nasmyth, Joseph Whitworth, James Fox contribua à donner à la machine-outil sa conception moderne.
James Fox développe la barre de chariotage. On voit également apparaître à cette époque la séparation du porte-outil et de la poupée mobile.
Les raboteuses de James Fox (1814), de Richard Roberts (1817), de Joseph Clement (1820) et de Joseph Whitworth (1835) marquèrent les étapes d’un progrès rapide dans le domaine de la machine-outil.